# Contre-la-montre masculin aux championnats du monde de cyclisme sur route 2011
Navigation
2010 2012
Le contre-la-montre masculin aux championnats du monde de cyclisme sur route 2011 a lieu le 21 septembre 2011 à Copenhague, au Danemark.

## Parcours
La parcours est long de 46,4 km. Il consiste en deux tours d'un circuit de 23,2 km autour de Copenhague.

## Classement
|                           | Coureur              | Pays             |    | Temps          |
| ------------------------- | -------------------- | ---------------- | -- | -------------- |
| Médaille d'or, monde      | Tony Martin          | Allemagne        | en | 53 min 43 s 85 |
| Médaille d'argent, monde  | Bradley Wiggins      | Royaume-Uni      | +  | 1 min 15 s 83  |
| Médaille de bronze, monde | Fabian Cancellara    | Suisse           | +  | 1 min 20 s 59  |
| 4                         | Bert Grabsch         | Allemagne        | +  | 1 min 31 s 76  |
| 5                         | Jack Bobridge        | Australie        | +  | 2 min 13 s 86  |
| 6                         | Richie Porte         | Australie        | +  | 2 min 29 s 54  |
| 7                         | David Millar         | Royaume-Uni      | +  | 2 min 45 s 62  |
| 8                         | Lieuwe Westra        | Pays-Bas         | +  | 3 min 18 s 52  |
| 9                         | Aleksandr Dyachenko  | Kazakhstan       | +  | 3 min 19 s 76  |
| 10                        | Jakob Fuglsang       | Danemark         | +  | 3 min 30 s 59  |
| 11                        | Jonathan Castroviejo | Espagne          | +  | 3 min 34 s 37  |
| 12                        | Gustav Larsson       | Suède            | +  | 3 min 34 s 62  |
| 13                        | Svein Tuft           | Canada           | +  | 3 min 35 s 89  |
| 14                        | Janez Brajkovič      | Slovénie         | +  | 3 min 44 s 74  |
| 15                        | Taylor Phinney       | États-Unis       | +  | 3 min 52 s 58  |
| 16                        | Andrew Talansky      | États-Unis       | +  | 3 min 57 s 89  |
| 17                        | Nélson Oliveira      | Portugal         | +  | 4 min 14 s 98  |
| 18                        | Jesse Sergent        | Nouvelle-Zélande | +  | 4 min 26 s 31  |
| 19                        | Jack Bauer           | Nouvelle-Zélande | +  | 4 min 26 s 99  |
| 20                        | Stef Clement         | Pays-Bas         | +  | 4 min 33 s 93  |
| 21                        | František Raboň      | Tchéquie         | +  | 4 min 39 s 85  |
| 22                        | László Bodrogi       | France           | +  | 4 min 41 s 46  |
| 23                        | Vasil Kiryienka      | Biélorussie      | +  | 4 min 42 s 60  |
| 24                        | Adriano Malori       | Italie           | +  | 4 min 46 s 58  |
| 25                        | Mikhail Ignatiev     | Russie           | +  | 4 min 47 s 97  |
| 26                        | Marco Pinotti        | Italie           | +  | 4 min 48 s 12  |
| 27                        | David McCann         | Irlande          | +  | 4 min 53 s 65  |
| 28                        | Ignatas Konovalovas  | Lituanie         | +  | 5 min 00 s 51  |
| 29                        | Dominique Cornu      | Belgique         | +  | 5 min 01 s 36  |
| 30                        | Ioánnis Tamourídis   | Grèce            | +  | 5 min 07 s 74  |
| 31                        | Eugen Wacker         | Kirghizistan     | +  | 5 min 10 s 46  |
| 32                        | Gediminas Bagdonas   | Lituanie         | +  | 5 min 10 s 46  |
| 33                        | Iván Casas           | Colombie         | +  | 5 min 20 s 23  |
| 34                        | Carlos Oyarzún       | Chili            | +  | 5 min 22 s 32  |
| 35                        | Leandro Messineo     | Argentine        | +  | 5 min 23 s 67  |
| 36                        | Dmitriy Gruzdev      | Kazakhstan       | +  | 5 min 29 s 90  |
| 37                        | Alexander Wetterhall | Suède            | +  | 5 min 35 s 10  |
| 38                        | Matej Jurčo          | Slovaquie        | +  | 5 min 37 s 35  |
| 39                        | Jesús Herrada        | Espagne          | +  | 5 min 39 s 30  |
| 40                        | Martin Kohler        | Suisse           | +  | 5 min 43 s 24  |
| 41                        | Vladimir Gusev       | Russie           | +  | 5 min 49 s 99  |
| 42                        | Dimitri Champion     | France           | +  | 5 min 50 s 82  |
| 43                        | Reidar Borgersen     | Norvège          | +  | 5 min 54 s 83  |
| 44                        | Matías Médici        | Argentine        | +  | 5 min 56 s 21  |
| 45                        | Robert Vrečer        | Slovénie         | +  | 6 min 04 s 21  |
| 46                        | Rafaâ Chtioui        | Tunisie          | +  | 6 min 10 s 00  |
| 47                        | Michael Mørkøv       | Danemark         | +  | 6 min 10 s 16  |
| 48                        | Michał Kwiatkowski   | Pologne          | +  | 6 min 13 s 80  |
| 49                        | Rui Costa            | Portugal         | +  | 6 min 17 s 44  |
| 50                        | Thomas De Gendt      | Belgique         | +  | 6 min 28 s 46  |
| 51                        | Winner Anacona       | Colombie         | +  | 6 min 29 s 04  |
| 52                        | Oleksandr Kvachuk    | Ukraine          | +  | 6 min 30 s 37  |
| 53                        | Matti Helminen       | Finlande         | +  | 6 min 43 s 78  |
| 54                        | Tomás Gil            | Venezuela        | +  | 6 min 52 s 81  |
| 55                        | Maciej Bodnar        | Pologne          | +  | 6 min 55 s 36  |
| 56                        | Vitaliy Popkov       | Ukraine          | +  | 7 min 06 s 49  |
| 57                        | Jiří Hudeček         | Tchéquie         | +  | 7 min 27 s 50  |
| 58                        | Pavol Polievka       | Slovaquie        | +  | 7 min 40 s 16  |
| 59                        | Fregalsi Debesay     | Érythrée         | +  | 8 min 12 s 76  |
| 60                        | David Albós          | Andorre          | +  | 9 min 38 s 90  |
| 61                        | Tyron Giorgieri      | Albanie          | +  | 11 min 18 s 93 |
| 62                        | Simone Zignoli       | Albanie          | +  | 17 min 43 s 22 |
|                           | Matthew Brammeier    | Irlande          | +  | abandon        |
|                           | Semere Mengis        | Érythrée         | +  | disqualifié    |
|                           | Azzedine Lagab       | Algérie          | +  | non-partant    |